# Fàbrica Jorba-Martín
La Fàbrica Jorba-Martín és una obra eclèctica de Cabrils (Maresme) inclosa a l'Inventari del Patrimoni Arquitectònic de Catalunya.

## Descripció
Fàbrica formada per dues naus enganxades formant una "L" a l'inrevés amb un pati central tancat per un mur al carrer de Vera i porta d'entrada al Passeig de Cabrils. La nau principal té dos pisos de finestres en forma d'arc molt semblants a la de la fàbrica Solé Fabra. En un extrem hi ha una xemeneia de totxanes del forn.

## Història
Com ja ho esmenta Carreras Candi a finals del segle xix, a Cabrils ja hi havia dues fàbriques tèxtils del cotó. La construcció de la fàbrica Jorba-Martín fou començada per part del Sr. Col l'any 1869. Més tard la titularitat de la fàbrica passà al Sr. Ignasi Font i actualment és de Jorba-Martín i només treballen a la confecció de roba.